# 殺傷鏈
殺傷鏈在軍事上指的是一種攻击過程，具體是指识别所要打擊的目标、向目标派遣兵力、决定并下令攻击目标、最后摧毁目标等一系列攻擊過程。
敵方對殺傷鏈的破壞，就是指防禦或是先發制人的措施。

## 網路
洛克希德·马丁公司将这一攻擊過程引入信息安全領域，假想實施计算机网络入侵的黑客也會採取這種攻擊過程，並將其稱之為网络杀伤链模型。网络杀伤链模型在信息安全界得到了一定的采用。然而，这一模型并没有得到普遍接受，批评者认为这一模型存在根本性的缺陷。